# Pedro el Venerable

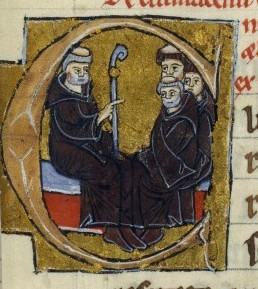
Pedro el Venerable y sus monjes

Pedro el Venerable (hacia 1092-25 de diciembre de 1156 en Cluny, Francia), también se le conoce como Pedro de Montboissier, benedictino, abad de Cluny (1122-1156). Ha sido honrado como santo aunque nunca fue canonizado formalmente.

## Biografía
Pedro fue “Consagrado a Dios” al nacer y entregado a los monjes del monasterio de la Orden de Cluny en Sauxillanges. Hizo sus votos allí a la edad de 17 años, consiguiendo en poco tiempo ser muy estimado lo que hizo que fuese nombrado profesor y poco después prior del monasterio de Vézelay cuando contaba tan solo 20 años. Más tarde se trasladó al monasterio de Domène. Tuvo tanto éxito en el cumplimiento de sus funciones en los monasterios de Vézelay y Domène que a los 30 años fue elegido general de la orden. Pedro fue un incansable defensor de la necesidad de reformar su orden ya que estaba terriblemente necesitada de reconstrucción tras haber sido depuesto por el Papa el anterior abad, Poncio.
La Orden de Cluny era objeto en esos momentos de ataques por parte de otras órdenes religiosas así como de prominentes monjes y teólogos entre los que destacaba el monje cisterciense San Bernardo de Claraval. Pedro consiguió hacer frente con éxito a esos ataques y también logró llevar a buen término la reforma de su orden, recibiendo por ello el sobrenombre de “Venerable”.
Pedro se convirtió en una figura destacada de la Iglesia católica con gran proyección tanto a nivel internacional como en su país, donde colaboró con importantes personalidades civiles y eclesiásticas. Asistió a muchos de los concilios más importantes de su época, incluido el Concilio de Pisa que se celebró en 1134 y en el que colaboró para evitar un posible cisma en la Iglesia dando su apoyo al Papa Inocencio II. Asistió asimismo al Concilio de Reims en 1147. Asumió la defensa del teólogo y filósofo francés Pedro Abelardo después de que fuese condenado por el Concilio de Sens por su interpretación racionalista de la Trinidad. Lo acogió en Cluny e intentó que suavizaran la sentencia del Concilio, logrando reconciliar a Abelardo con su principal acusador San Bernardo. Tras la muerte de Abelardo, Pedro le dio la absolución de sus pecados a petición de Eloísa.
Pedro destacó por su labor de recopilación de documentos sobre el Islam y por sus propios escritos sobre el tema. Es autor de una importante cantidad de correspondencia y de muchos escritos sobre cuestiones teológicas tales como la doctrina cristiana de la divinidad de Jesucristo, sobre las herejías de su época y sobre el tema de los milagros. Sus escritos son considerados como algunos de los documentos más importantes del siglo XII.
Pedro el Venerable murió en Cluny el 25 de diciembre de 1156.

## Relaciones con el islam
A pesar de su intensa vida y de la importancia del papel desarrollado en la historia europea, el mayor logro de Pedro consistió en la importantísima contribución que realizó para la revaluación de las relaciones de la Iglesia con el Islam. Fue un decidido impulsor del proyecto de realizar un estudio del Islam tomando como base sus propias fuentes. Recibió el encargo de hacer una traducción detallada del material documental de origen islámico del que se disponía, y para ello viajó a España en 1142 donde encontró los traductores que necesitaba. Un erudito ha dicho que ese proyecto fue un “acontecimiento trascendental de la historia intelectual europea”.
Los manuscritos en cuestión se han vinculado a Toledo, que fue un importante centro de traducción del árabe. Sin embargo, parece ser que Pedro se reunió con su equipo de traductores en un lugar de España más al norte, posiblemente en La Rioja. Esto está avalado por el hecho de que se sabe que visitó Nájera. El proyecto de traducir una serie de textos relativos al islam se denominó “Corpus toletanum”. Uno de los textos traducidos fue “La apología de Al-Kindi”, pero la traducción al latín más importante fue la que hicieron del Corán en árabe (la "Lex Mahumet pseudoprophete"). Robert de Ketton fue el traductor principal y participaron Pedro de Toledo en trabajos de planificación y trascripciones y Pedro de Poitiers que ayudó a pulir la versión final latina. En el equipo también figuraban Herman de Carintia, amigo de Robert de Ketton y un musulmán llamado Mohamed. La traducción finalizó hacia junio o julio de 1143 siendo descrita posteriormente como "un hito en los estudios islámicos". Con esta traducción, Occidente disponía por primera vez de un instrumento para un estudio serio del Islam.
Pedro utilizó el nuevo material traducido para sus propios escritos sobre el islam. Entre ellos destacan como los más importantes la “Summa Totius heresis Saracenorum” (Compendio de la herejía del Islam) y el “Liber contra sectam sive heresim Saracenorum” (La refutación de las sectas y de la herejía de los musulmanes). En estas obras Pedro considera al islam como una herejía cristiana que cree que está próxima al paganismo, por ello explica a San Bernardo que su objetivo es "ut morem illum patrum sequerer, quo nullam unquam suorum temporum vel levissimam (ut sic dicam) haeresim silendo praeterirent, quin ei totis fidei et viribus resisterent scriptis ac disputationibus esse detestandam ac damnabilem demonstrarent." Esto es,"el mismo que surge de las enseñanzas de los Padres de la Iglesia que nunca desistieron de combatir la herejía sino que se opusieron a ella con toda la fuerza de su fe, poniendo de manifiesto con sus argumentos y sus escritos que la herejía es detestable y merecedora de condena”.
Sin embargo, si bien su interpretación del Islam era básicamente negativa, consiguió “que se estableciese un enfoque más razonable del Islam… mediante el empleo de textos originales islámicos en lugar de los anteriormente utilizados que tan solo eran el resultado de la hiperactiva imaginación de los primeros escritores cristianos occidentales.” Aunque este enfoque alternativa al islam no fue ampliamente aceptado ni emulado por otros eruditos cristianos de la Edad Media, sí consiguió influir en un reducido número de personajes influyentes y eruditos de la Iglesia, incluido Roger Bacon.
| Predecesor: Hugo II | Abad de Cluny Pedro el Venerable 1122-1156 | Sucesor: Hugo III |